# 車屋町通

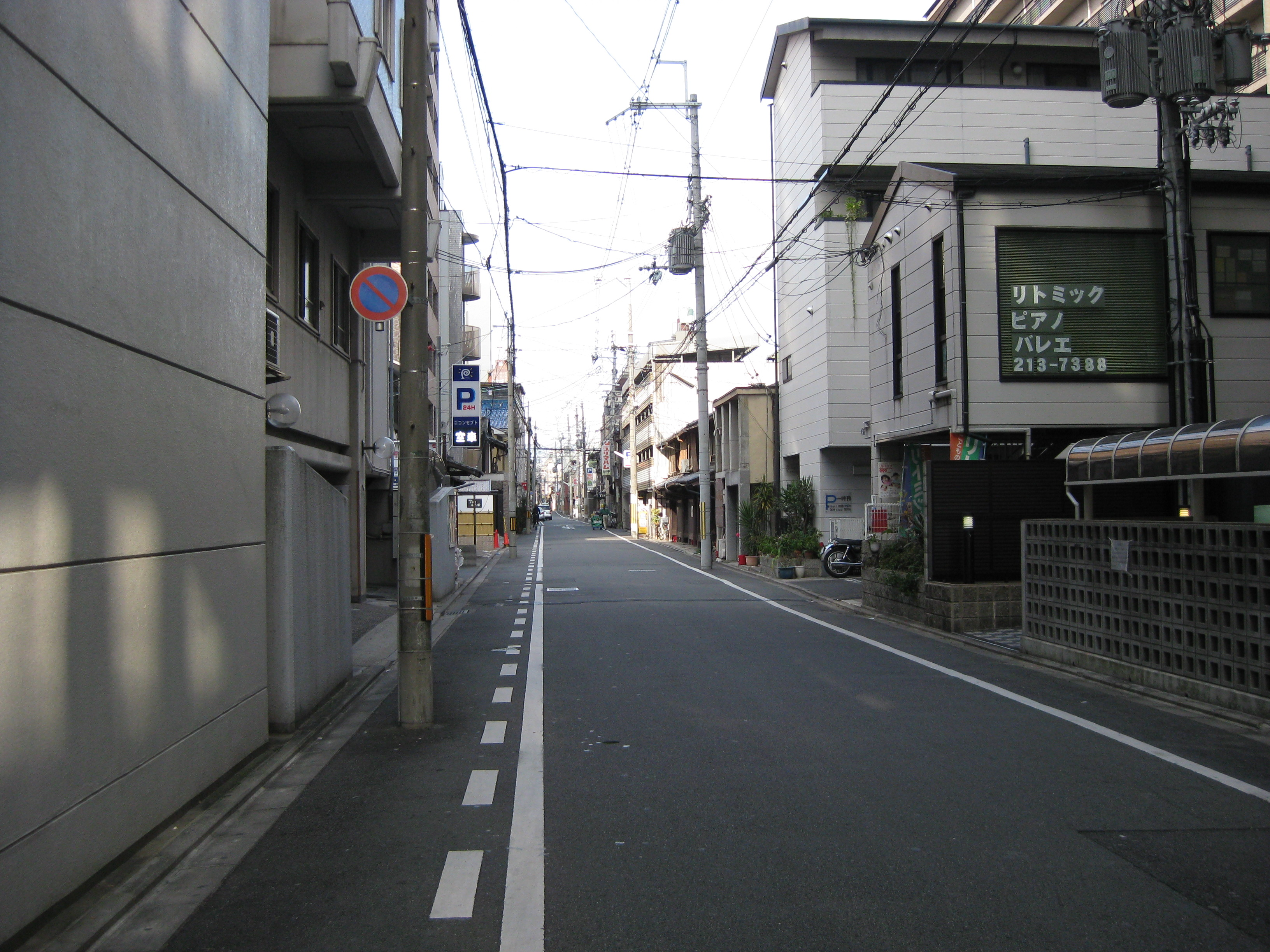
車屋町通(車屋町通御池上るから北方向を望む)

車屋町通（くるまやちょうどおり）は京都市内の南北の通りの一つ。北は丸太町通から南は姉小路通まで、烏丸通の一筋東の通り。南の延長線上、松原通上るの平等寺（因幡薬師堂）門前から、塩小路通まで不明門通（あけずどおり、あけずのもんどおり）がある。

## 歴史
平安京には存在せず、豊臣秀吉による天正の地割で新設された通りである。東隣の東洞院通が竹田街道に続いており、交通の便がよかったことから車借など車両関係の業者が多く、この通り名がついた。

## 主な沿道の施設
- 京都御苑
- 京都新聞本社（通用口）
- 京都府立総合社会福祉会館
- 新風館
- 京都市営地下鉄烏丸線 - 丸太町駅 - 烏丸御池駅
- 京都市営地下鉄東西線 - 烏丸御池駅

## 不明門通

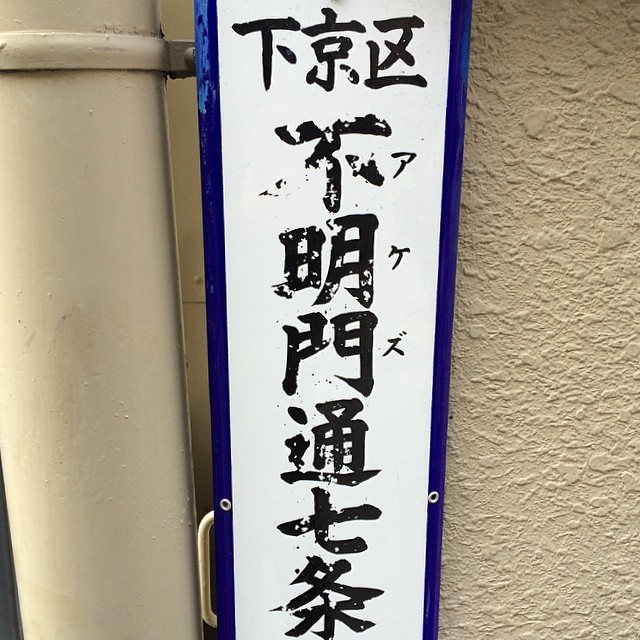
街区表示板

不明門通（あけずどおり、あけずのもんどおり）は車屋町通を南へ延長した線上にあり、北は松原通上ルの平等寺門前から、南は京都駅北の塩小路通まで。途中東本願寺の東側では、烏丸通拡幅により敷設された京都市電烏丸線が門の直前の東本願寺の私道を避けて東に回り込んだことから、不明門通と烏丸通が一体となっている。
通り名の由来は、北端にある因幡薬師堂（平等寺）の門が常に閉ざされていたことから。「あけずのもんどおり」と呼ばれることは稀であり、通常は「あけずどおり」と呼ばれている。
六条通と七条通の間では、東本願寺が近いことから、旅館や各地の門徒の宿泊所であった詰所、仏具店が多い。七条通以南では京都駅に近いことから旅館が多い。

## 主な沿道の施設
- 因幡薬師
- 東本願寺
- 京都市営地下鉄烏丸線 - 五条駅 - 京都駅